# ヤキマトレーニングセンター
座標: 北緯46度44分49秒 西経120度12分30秒 / 北緯46.746922度 西経120.208366度

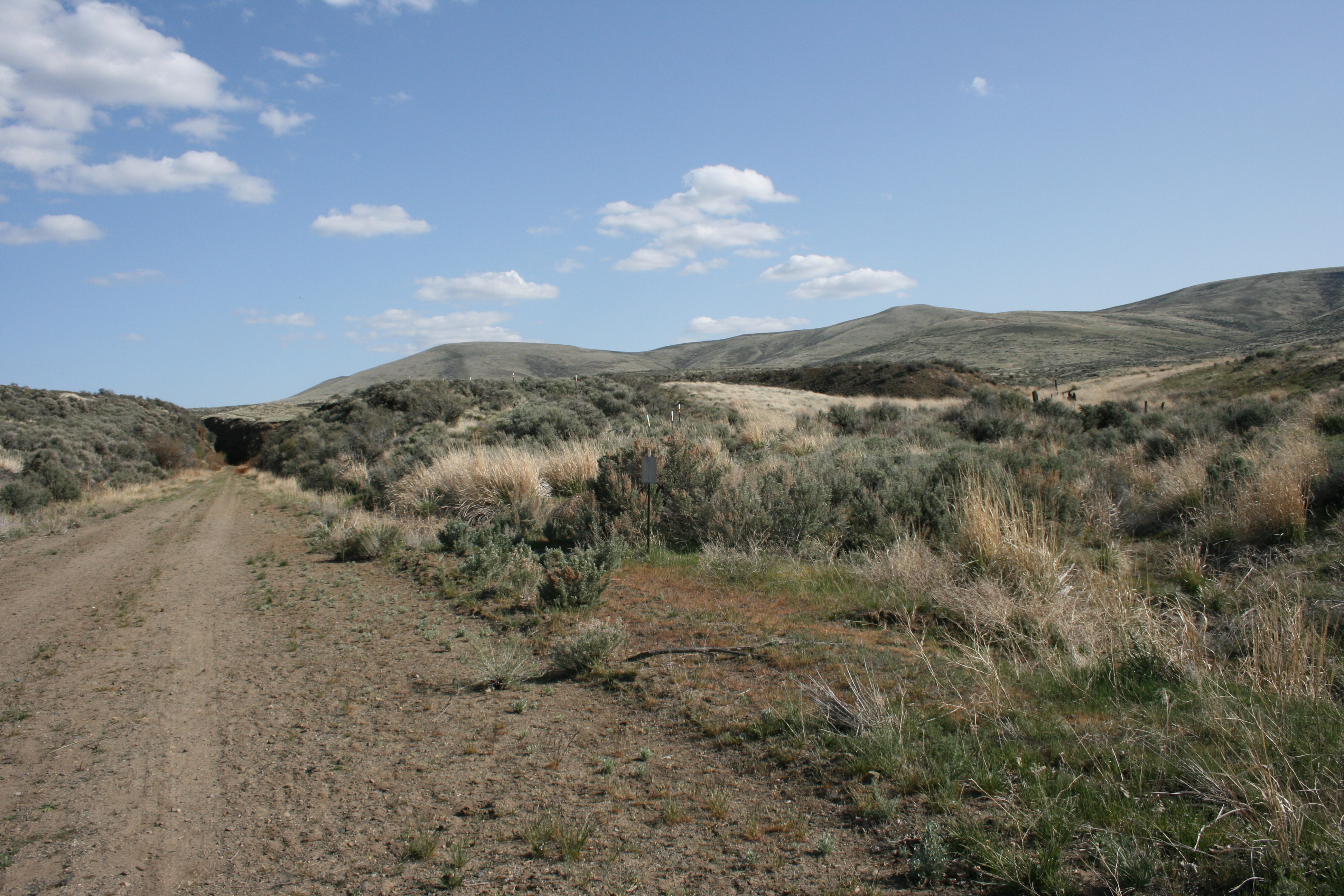
ヤキマトレーニングセンター

ヤキマトレーニングセンター（Yakima Training Center ： YTC）は、アメリカ合衆国ワシントン州のヤキマにあるアメリカ陸軍の演習場である。別名、ヤキマファイアリングセンター（Yakima Firing Center ： YFC）。日本においてはヤキマ演習場とも呼ばれる。

## 概要
ヤキマトレーニングセンターは13万2332ha（23区の2倍）という広大な面積を誇る軍事演習場であり、大部分は乾燥した砂漠地帯の荒野になっている。主にアメリカ陸軍の機甲部隊や航空部隊などが射撃訓練に使用している他、同盟国軍（カナダ軍や自衛隊など）に提供されている。

10式戦車による射撃訓練

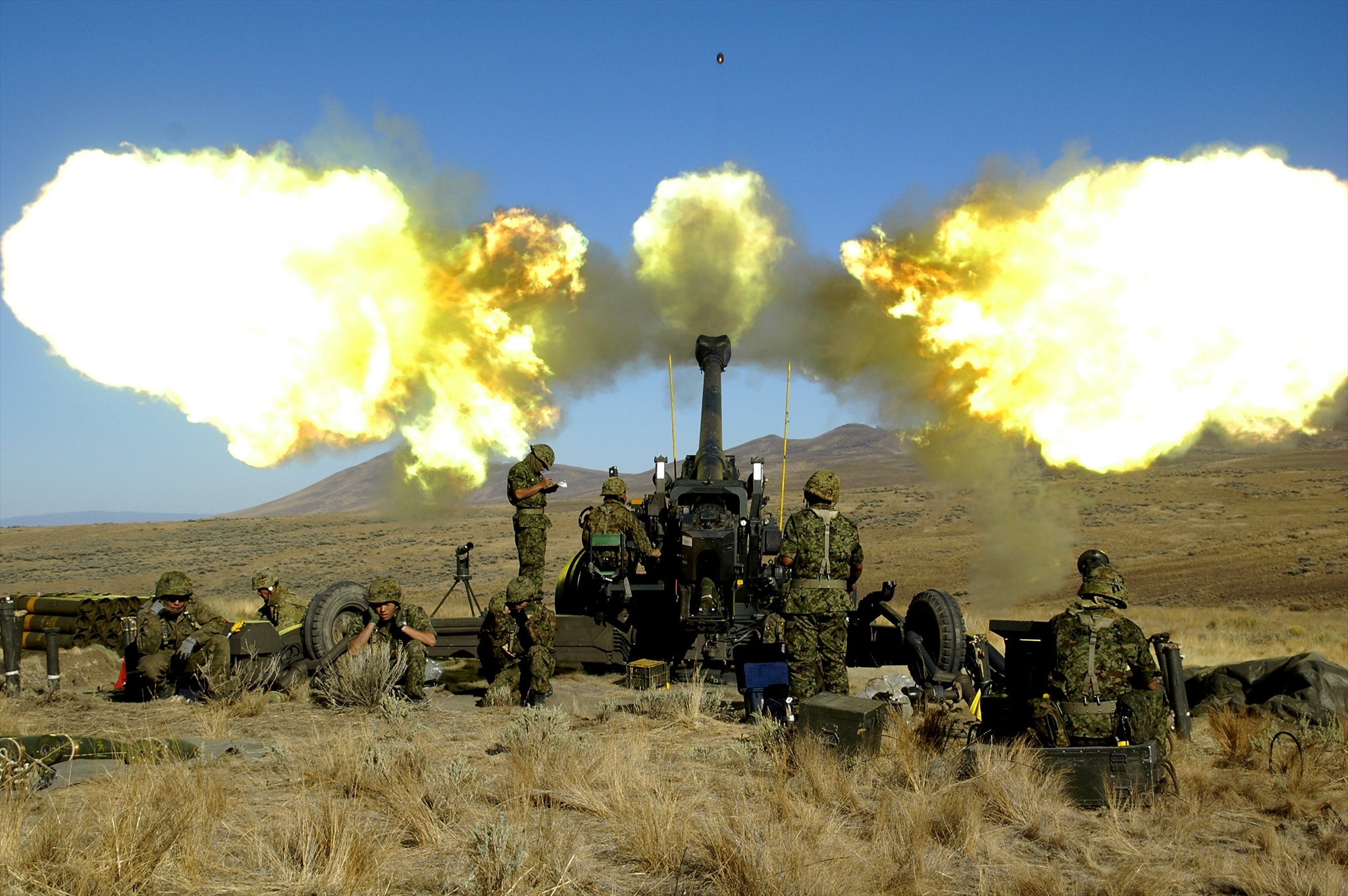
特科長射程射撃（FH-70）

主な訓練設備として、戦車や砲兵などによる訓練が行われる主要弾着地域（Main Impact Area ： MIA）、そして、複数の移動標的を使用した訓練が行われる多目的複合射場（Multi-Purpose Range Complex ： MPRC）がある。
最大射撃距離30kmという各火器の能力を最大限に発揮した射撃訓練を行える為、陸上自衛隊も1994年から毎年9月に、CALFEX（Combined Arms Live Fire Exercise（カルフェックス））と呼ばれる射撃訓練を行っている。戦車・特科火砲・（対舟艇）対戦車誘導弾・攻撃ヘリコプター等は、武器弾薬の発達による射程の延伸などにより、狭隘な陸上自衛隊の演習場では訓練の自由度に制限を受ける。そのため例年、各種部隊装備を約一個小隊の規模で派遣している。派遣される部隊装備火器は年度により異なる。日本からアメリカへの装備品の輸送は民間の貨物船が行っている。
2001年4月には海上輸送中の貨物船ブエン・ビエント号が、三陸沖で沈没した事故により、運搬中の99式自走155mmりゅう弾砲二門と155mmりゅう弾砲FH-70二門を失っている。
現在、同演習場を用いた射撃訓練は、ライジングサンダー演習（Exercise Rising Thunder）の一環として実施されており、一個普通科中隊規模の普通科部隊の派遣（普通科部隊装備火器の射撃、市街地戦闘訓練、野外戦闘訓練など）も実施されている他、日米共同訓練も行われている。